# Chaenomeles
Chaenomeles es un género de plantas perteneciente a la familia de las rosáceas.

## Descripción
Las hojas están dispuestas de forma alterna, son simples, y tienen el margen serrado. Las flores tienen  3-4.5 cm de diámetro, con cinco pétalos, que normalmente son de color naranja-rojo brillante, pero pueden ser blancas o rosas, la floración tiene lugar a fines de invierno o principios de primavera. El fruto es un pomo con cinco carpelos, que madura a finales de otoño.

## Distribución
Son originarios del este de Asia encontrándose en Japón, China y Corea. Este género está estrechamente relacionado con Cydonia del cual difiere en el margen serrado de las hojas, y en la flor que tiene sépalos caducos.

## Fitoquímica
El fruto presenta un bajo contenido de monosacáridos y una proporción favorable de fructosa a glucosa. Presentan un pH bajo y sabor ácido; por lo tanto, no se consumen crudos. Tienen una alta concentración de compuestos bioactivos, como polifenoles, ácido ascórbico, ácidos orgánicos, fibra dietética y pectinas. Los ácidos orgánicos libres son responsables de la acidez de la fruta, de los cuales se ha reportado que más del 77% totales corresponden a los ácidos galacturónico, glucurónico, cítrico y  acético. También se reportaron en menor proporción los ácidos succínico,  quínico,  málico, oxálico, adípico, shikímico y fumárico.
Las semillas y las hojas han sido ampliamente estudiadas, especialmente en C. sinensis y C. japonica.  
Las semillas contienen glucosa, sacarosa, fructosa y sorbitol. El contenido promedio de sorbitol del estudio fue de 0.36 mg/g pero hay cultivares que no lo presentan. 
En semillas de Chaenomeles de 18 cultivares diferentes, se identificaron tres grupos de compuestos fenólicos: ácidos fenólicos, flavan-3-oles, 4-metoxiaucuparina y proantocianidinas poliméricas. Un flavonoide característico de esta especie es la Chaenomona:

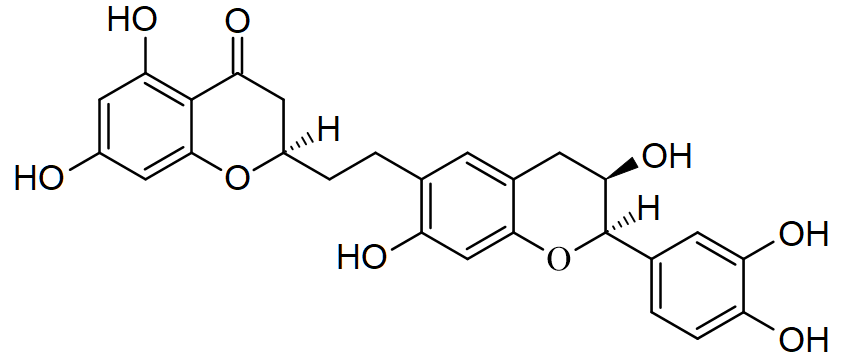
Chaenomona

El esqueleto sesquiterpénico característico de este género es el estigmastano, como lo es el caso de los Chaenomelesterpenoides y el chameleósido.
|              |                         |                         |
| Chameleósido | Chaenomelesterpenoide B | Chaenomelesterpenoide C |

Las semillas y hojas contienen una cantidad y proporción significativa de triterpenoides, sus glucósidos y su ésteres fenilpropanoides, tales como cucurbitacina I, ácido torméntico, ácido alfitólico, ácido maslínico, ácido corosólico, ácido pomólico, ácido betulínico, ácido oleanólico, ácido ursólico, betulina, eritrodiol, ácido boswélico y uvaol.
|                  |                            |                 |
| Ácido sinénico A | Ácido 3-acetilpomólico.png | Ácido maslínico |

## Usos
Su uso principal son como árbol ornamental y también son aptos para sus cultivos como bonsái.
Respecto a las frutas, estas son duras y, aunque menos astringentes que los membrillos (Cydonia oblonga), son desagradables de comer crudas, ya que saben como una manzana verde con la acidez de un limón; sin embargo después de las heladas, se ablandan y se vuelven menos astringentes. Debido a ello, los frutos son generalmente aptos para su consumo solo una vez procesados, ya sea para la elaboración de licores, así como mermeladas y conservas; ya que contienen más pectina que las manzanas y los verdaderos membrillos.

## Taxonomía
El género fue descrito por John Lindley y publicado en Transactions of the Linnean Society of London 13(1): 97. 1821.

## Especies aceptadas
A continuación se brinda un listado de las especies del género Chaenomeles aceptadas hasta octubre de 2014, ordenadas alfabéticamente. Para cada una se indica el nombre binomial seguido del autor, abreviado según las convenciones y usos.	
- Chaenomeles cathayensis (Hemsl.) C.K. Schneid.
- Chaenomeles japonica (Thunb.) Lindl.
- Chaenomeles lagenaria (Loisel.) Koidz.
- Chaenomeles sinensis (Thouin) Koehne
- Chaenomeles speciosa (Sweet) Nakai
- Chaenomeles thibetica T.T. Yu

## Otros membrillos
Otras dos especies de membrillo (ahora separadas, pero antes incluidas en el género "Cydonia") son:
- el "membrillo común" (única restante en el género Cydonia) y
- el "membrillo chino" (única del género Pseudocydonia y a veces llamada por error "Chaenomeles sinensis").